# Ahmad Obeidat
Ahmad Abdel Majid Obeidat (arabisch أحمد عبيدات; * 18. November 1938 in Hartha, Irbid, Transjordanien) ist ein ehemaliger jordanischer Regierungsbeamter und Politiker, der unter anderem zwischen 1984 und 1985 Ministerpräsident von Jordanien war.

## Leben
Obeidat absolvierte nach dem Schulbesuch ein Studium der Rechtswissenschaften an der Universität Bagdad und trat danach 1962 in den öffentlichen Dienst ein, in dem er zunächst Beamter der Zollabteilung des Finanzministeriums sowie zwischen 1962 und 1964 Beamter im Amt für öffentliche Sicherheit war. 1964 wechselte er als Beamter in den Allgemeinen Nachrichtendienst DMA (Da'irat al-Muchabarat al-Amma) ein, dessen Direktor er zwischen 1974 und 1982 war. Anschließend wurde er 1982 Innenminister im zweiten Kabinett von Ministerpräsident Mudar Badran und übte dieses Amt bis 1984 aus.
Am 10. Januar 1984 löste Obeidat Mudar Badran ab und übernahm selbst das Amt des Ministerpräsidenten. Dieses hatte er bis zum 4. April 1985 inne und wurde daraufhin durch Zaid al-Rifai abgelöst. In seiner Regierung bekleidete er von 1984 bis 1985 auch das Amt des Verteidigungsministers. Des Weiteren wurde er 1984 Mitglied des Senats (Maǧlis al-Aʿyān), des vom König ernannten Oberhauses des jordanischen Parlaments (Madschlis al-Umma).
1988 wurde Obeidat Präsident der Umweltgesellschaft sowie 1990 Botschafter bei den Vereinten Nationen für humanitäre Angelegenheiten. Nach der Unterzeichnung des Israelisch-jordanischen Friedensvertrages am 26. Oktober 1994 verzichtete er auf sein Senatsmandat, ehe er 1997 abermals Mitglied des Senats wurde.